# Rien à perdre
Rien à perdre (bra: Tudo ou Nada) (em inglês: All to Play For) é um filme de 2023 dirigido por Delphine Deloget. Teve sua estreia no Festival de Cannes 2023. No Brasil, foi lançado pela Imovision nos cinemas em 28 de março de 2024.

## Sinopse
Após perder a guarda de um dos dois filhos, Sylvie acredita que foi vítima de um erro judicial.

## Elenco
- Virginie Efira : Sylvie Paugam
- Félix Lefebvre : Jean-Jacques Paugam
- Arieh Worthalter : Hervé Paugam
- Mathieu Demy : Alain Paugam
- India Hair : Sra. Henry, a assistente social
- Nadir Legrand : diretor da A.S.E.

## Recepção
Na França, o filme tem uma nota média de 3,5/5 no agregador do AlloCiné calculada a partir de 27 resenhas da imprensa.
No site agregador de críticas Rotten Tomatoes, 83% das 18 resenhas dos críticos são positivas, com uma classificação média de 5,5/10.